# Superliga de Colombia
La Superliga de Colombia (conocida como Superliga BetPlay Dimayor por motivos de patrocinio), es una competición oficial de fútbol que disputan los equipos campeones del Torneo Apertura y Torneo Finalización de la Categoría Primera A, primera división del fútbol en Colombia. El torneo es organizado por la División Mayor del Fútbol Colombiano (Dimayor) desde su creación en el año 2012.
El vigente campeón es el Atlético Nacional quien le ganó el duelo del 2025 al Atlético Bucaramanga. Con este título el equipo verdolaga igualó al Independiente Santa Fe, quedando así como los máximos campeones de la historia de la competición con cuatro títulos cada uno.

## Historia
A finales del año 2011 el presidente de la División Mayor del Fútbol Colombiano, Ramón Jesurún, se había planteado la idea de crear un campeonato en el que se enfrentarán el campeón de la Copa Colombia y uno de los dos campeones que brinda la Primera A. En un principio se tenía pensado que la Superliga de Colombia se jugaría en enero de cada año, pero la propuesta no se llevó a cabo en las asambleas que la Dimayor tenía fechadas en lo que quedaba de 2011, por lo que empezando 2012 aún no había nada concreto.
En la asamblea que la Dimayor llevó a cabo el 27 de marzo de 2012, la propuesta ya estaba más clara y la Dimayor tomó la decisión de crear la Superliga de Colombia, así mismo se acordó que la Superliga no la jugarían el campeón de la Copa Colombia y uno de los dos campeones de la Categoría Primera A, como al inicio se había pensado, sino que se enfrentarían los campeones del Torneo Apertura y Torneo Finalización de la Primera División.
Para la edición 2014, el campeonato empezó a conceder un cupo a la Copa Sudamericana por decisión de la Dimayor; el campeón va al torneo continental como Colombia 2 y clasifica a la primera fase de dicho torneo.
Con motivo del nuevo formato de los torneos de la Conmebol, a partir de la temporada 2017 la Superliga dejó de dar al campeón un cupo a la Sudamericana ofreciendo a cambio un incentivo económico.
Para la edición de 2020, la Dimayor, decidió cambiar la fecha y formato del torneo. Sin embargo, la División Mayor del Fútbol Colombiano decidió una vez más, disputar el torneo en fechas de ida y vuelta debido al cambio de programación de competencias por la Epidemia de coronavirus en Colombia.

## Sistema de juego
La Superliga de Colombia se disputa a dos enfrentamientos directos de ida y vuelta, entre los dos campeones de los torneos de liga organizados en el año inmediatamente anterior. El equipo que haya tenido más puntos en la tabla de reclasificación del año anterior, juega el partido de ida como visitante y el partido de vuelta en condición de local.
El equipo que tras los dos enfrentamientos finalice con más puntaje, es coronado como campeón. En caso de que terminen con la misma cantidad de puntos, el desempate se hace mediante la diferencia de goles, siendo campeón el de mejor diferencia. Si el empate persiste, el campeón se define mediante los tiros desde el punto penalti.
Si se presenta la ocasión que el Torneo Apertura y Torneo Finalización fueran ganados por un mismo equipo, el segundo participante del torneo será el mejor ubicado en la tabla de reclasificación del año anterior.

## Trofeos

Trofeos entregados al campeón del torneo
Trofeo Superliga Postobón 2012-2015
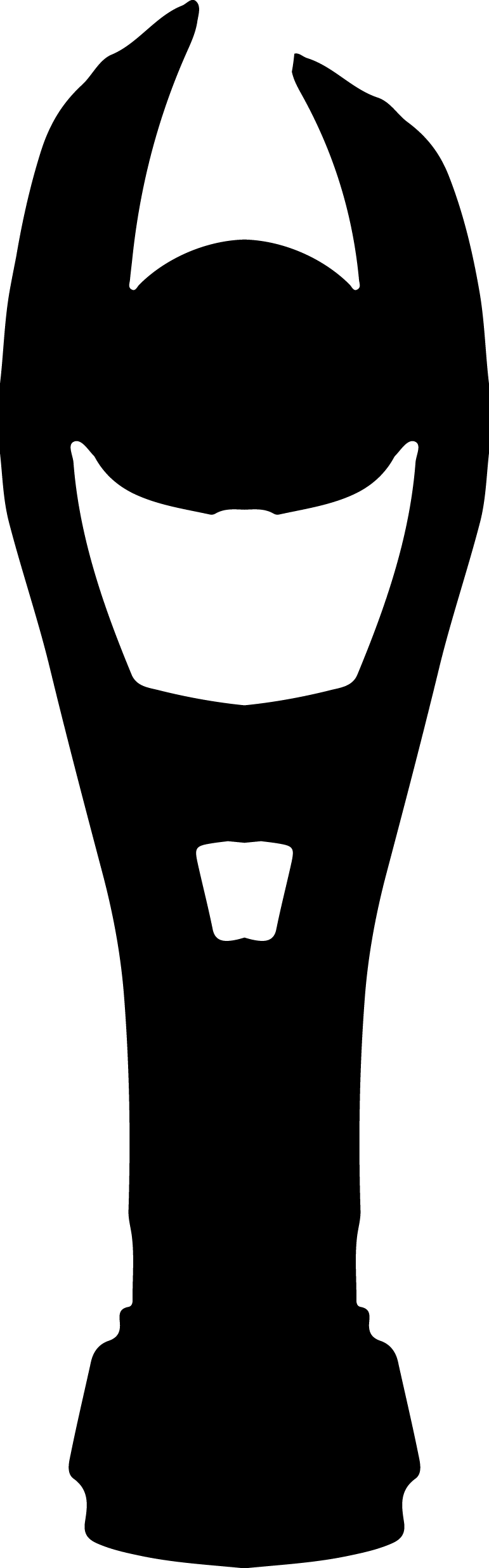
Trofeo Superliga Águila 2016
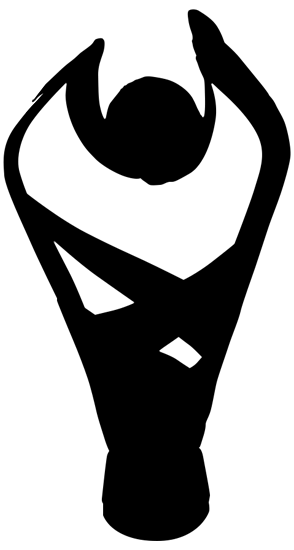
Trofeo Superliga Águila 2017-2020
Trofeo Superliga Betplay 2021-Actualidad[n 1]

## Campeonatos
| Año                   | Campeón                                 | Resultados            | Subcampeón                                | D.T. Campeón             | Sedes                                                                             |
| Superliga de Colombia | Superliga de Colombia                   | Superliga de Colombia | Superliga de Colombia                     | Superliga de Colombia    | Superliga de Colombia                                                             |
| --------------------- | --------------------------------------- | --------------------- | ----------------------------------------- | ------------------------ | --------------------------------------------------------------------------------- |
| 2012                  | Atlético Nacional (TA) (1) Antioquia    | 3:1 3:0               | Junior (TF) (1) Atlántico                 | Juan Carlos Osorio (1)   | Estadio Metropolitano, Barranquilla Estadio Atanasio Girardot, Medellín           |
| 2013                  | Santa Fe (TA) (1) Bogotá                | 2:1 1:0               | Millonarios (TF) (1) Bogotá               | Wilson Gutiérrez (1)     | Estadio Nemesio Camacho El Campín, Bogotá                                         |
| 2014                  | Deportivo Cali (RC) (1) Valle del Cauca | 2:1 0:1 (4:3 pen.)    | Atlético Nacional (TA-TF) (1) Antioquia   | Leonel Álvarez (1)       | Estadio Olímpico Pascual Guerrero, Cali Estadio Atanasio Girardot, Medellín       |
| 2015                  | Santa Fe (TF) (2) Bogotá                | 1:2 2:0               | Atlético Nacional (TA) (2) Antioquia      | Gustavo Costas (1)       | Estadio Atanasio Girardot, Medellín Estadio Nemesio Camacho El Campín, Bogotá     |
| 2016                  | Atlético Nacional (TF) (2) Antioquia    | 2:0 3:0               | Deportivo Cali (TA) (1) Valle del Cauca   | Reinaldo Rueda (1)       | Estadio Deportivo Cali, Palmira Estadio Atanasio Girardot, Medellín               |
| 2017                  | Santa Fe (TF) (3) Bogotá                | 0:0 1:0               | Independiente Medellín (TA) (1) Antioquia | Gustavo Costas (2)       | Estadio Atanasio Girardot, Medellín Estadio Nemesio Camacho El Campín, Bogotá     |
| 2018                  | Millonarios (TF) (1) Bogotá             | 0:0 2:1               | Atlético Nacional (TA) (3) Antioquia      | Miguel Ángel Russo (1)   | Estadio Nemesio Camacho El Campín, Bogotá Estadio Atanasio Girardot, Medellín     |
| 2019                  | Junior (TF) (1) Atlántico               | 1:2 1:0 (3:0 pen.)    | Deportes Tolima (TA) (1) Tolima           | Luis Fernando Suárez (1) | Estadio Metropolitano, Barranquilla Estadio Manuel Murillo Toro, Ibagué           |
| 2020                  | Junior (TA) (2) Atlántico               | 1:2 2:0               | América de Cali (TF) (1) Valle del Cauca  | Julio Comesaña (1)       | Estadio Romelio Martínez, Barranquilla Estadio Olímpico Pascual Guerrero, Cali    |
| 2021                  | Santa Fe (RC) (4) Bogotá                | 2:1 3:2               | América de Cali (CC) (2) Valle del Cauca  | Grigori Méndez (1)       | Estadio Olímpico Pascual Guerrero, Cali Estadio Nemesio Camacho El Campín, Bogotá |
| 2022                  | Deportes Tolima (TA) (1) Tolima         | 1:1 1:0               | Deportivo Cali (TF) (2) Valle del Cauca   | Hernán Torres (1)        | Estadio Deportivo Cali, Palmira Estadio Manuel Murillo Toro, Ibagué               |
| 2023                  | Atlético Nacional (TA) (3) Antioquia    | 1:0 4:3               | Deportivo Pereira (TF) (1) Risaralda      | Paulo Autuori (1)        | Estadio Hernán Ramirez Villegas, Pereira Estadio Atanasio Girardot, Medellín      |
| 2024                  | Millonarios (TA) (2) Bogotá             | 0:1 2:0               | Junior (TF) (2) Atlántico                 | Alberto Gamero (1)       | Estadio Metropolitano, Barranquilla Estadio Nemesio Camacho El Campín, Bogotá     |
| 2025                  | Atlético Nacional (TF) (4) Antioquia    | 1:1 0:0 (4:3 pen.)    | Atlético Bucaramanga (TA) (1) Santander   | Javier Gandolfi (1)      | Estadio Atanasio Girardot, Medellín Estadio Américo Montanini, Bucaramanga        |

Nota: pen. = Tiros desde el punto penal.
(TA): Campeón del Torneo Apertura.
(TF): Campeón del Torneo Finalización.
(RC): Líder de la Tabla de Reclasificación.
(CC): Campeón del campeonato colombiano 2020.

### Palmarés y títulos por departamento
| Club                   | Títulos | Subtítulos | Temporadas campeón      | Temporadas subcampeón |
| ---------------------- | ------- | ---------- | ----------------------- | --------------------- |
| Atlético Nacional      | 4       | 3          | 2012, 2016, 2023 y 2025 | 2014, 2015 y 2018     |
| Santa Fe               | 4       | 0          | 2013, 2015, 2017 y 2021 |                       |
| Junior                 | 2       | 2          | 2019 y 2020             | 2012 y 2024           |
| Millonarios            | 2       | 1          | 2018 y 2024             | 2013                  |
| Deportivo Cali         | 1       | 2          | 2014                    | 2016 y 2022           |
| Deportes Tolima        | 1       | 1          | 2022                    | 2019                  |
| América de Cali        | 0       | 2          |                         | 2020 y 2021           |
| Independiente Medellín | 0       | 1          |                         | 2017                  |
| Deportivo Pereira      | 0       | 1          |                         | 2023                  |
| Atlético Bucaramanga   | 0       | 1          |                         | 2025                  |

| Departamento    | Títulos | Títulos                       | Subtítulos | Subtítulos                                        |
| --------------- | ------- | ----------------------------- | ---------- | ------------------------------------------------- |
| Bogotá, D. C.   | 6       | Santa Fe (4), Millonarios (2) | 1          | Millonarios (1)                                   |
| Antioquia       | 4       | Atlético Nacional (4)         | 4          | Atlético Nacional (3), Independiente Medellín (1) |
| Atlántico       | 2       | Junior (2)                    | 2          | Junior (2)                                        |
| Valle del Cauca | 1       | Deportivo Cali (1)            | 4          | Deportivo Cali (2), América de Cali (2)           |
| Tolima          | 1       | Deportes Tolima (1)           | 1          | Deportes Tolima (1)                               |
| Risaralda       | 0       |                               | 1          | Deportivo Pereira (1)                             |
| Santander       | 0       |                               | 1          | Atlético Bucaramanga (1)                          |

## Datos

### Finales
Nota: Ciudades en la ceremonia de entrega.
- Medellín (5): 2012, 2014, 2016, 2018, 2023
- Bogotá (5): 2013, 2015, 2017, 2021, 2024
- Ibagué (2): 2019, 2022
- Bucaramanga (1) : 2025
- Cali (1) : 2020

Final repetida: Dos veces.
- Atlético Nacional - Deportivo Cali en 2014 y 2016.

Mayor diferencia de goles en el marcador global:
- Atlético Nacional 6-1 Junior en 2012.
- Atlético Nacional 5-0 Deportivo Cali en 2016.

Títulos por campeón de torneo:
- Campeones clasificados como campeón del torneo Apertura: 6 (Atlético Nacional en 2012 y 2023 ; Santa Fe en 2013, Junior en 2020, Deportes Tolima en 2022 y Millonarios en 2024).
- Campeones clasificados como campeón del torneo Finalización: 6 (Santa Fe en 2015 y 2017; Atlético Nacional en 2016 y 2025, Millonarios  en 2018, Junior en 2019).
- Campeones clasificados como líder de la Tabla de Reclasificación: 2 (Deportivo Cali en 2014 y Santa Fe en 2021).

### Récords
Más veces campeón invicto: un club con cuatro títulos.
- Santa Fe con cuatro títulos como campeón invicto: 2013 (debut), 2015 (segunda participación), 2017 (tercera participación) y 2021 (cuarta participación).

### Equipos
- Mayor cantidad de títulos obtenidos: Santa Fe y Atlético Nacional con 4.
- Mayor cantidad de subcampeonatos: Atlético Nacional con 3 (2014, 2015 y 2018).
- Mayor cantidad de finales disputadas: Atlético Nacional, con 7.
- Mayor cantidad de partidos jugados: Atlético Nacional, con 14.
- Mayor cantidad de partidos ganados: Atlético Nacional con 8.
- Mayor cantidad de partidos perdidos: Junior con 5.
- Mayor cantidad de goles convertidos: Atlético Nacional, con 22.
- Mayor cantidad de goles recibidos: Junior, con 12.
- Mayor cantidad de puntos conseguidos: Atlético Nacional con 27.
- Mayor rendimiento en promedio: Santa Fe, con 79.2%.

## Estadísticas

### Clasificación histórica
- Actualizado hasta la edición 2025

| Pos. | Equipos                | TG | PJ | PG | PE | PP | GF | GC | Dif. | Pts. | Rend.  |
| ---- | ---------------------- | -- | -- | -- | -- | -- | -- | -- | ---- | ---- | ------ |
| 1.   | Atlético Nacional      | 4  | 14 | 8  | 3  | 3  | 22 | 12 | +10  | 27   | 64,2 % |
| 2.   | Santa Fe               | 4  | 8  | 6  | 1  | 1  | 12 | 6  | +6   | 19   | 79,2 % |
| 3.   | Junior                 | 2  | 8  | 3  | 0  | 5  | 7  | 12 | -5   | 9    | 37,5%  |
| 4.   | Millonarios            | 2  | 6  | 2  | 1  | 3  | 5  | 5  | 0    | 7    | 38,8%  |
| 5.   | Deportes Tolima        | 1  | 4  | 2  | 1  | 1  | 4  | 3  | 1    | 7    | 58,3 % |
| 6.   | Deportivo Cali         | 1  | 6  | 1  | 1  | 4  | 3  | 9  | -6   | 4    | 22,2 % |
| 7.   | America de Cali        | 0  | 4  | 1  | 0  | 3  | 5  | 8  | -3   | 3    | 25 %   |
| 8.   | Atlético Bucaramanga   | 0  | 2  | 0  | 2  | 0  | 1  | 1  | 0    | 2    | 33,3 % |
| 9.   | Independiente Medellín | 0  | 2  | 0  | 1  | 1  | 0  | 1  | -1   | 1    | 16,6 % |
| 10.  | Deportivo Pereira      | 0  | 2  | 0  | 0  | 2  | 3  | 5  | -2   | 0    |        |

### Tabla histórica de goleadores
- Actualizado hasta la edición 2025.

| Pos. | Nombre             | Ediciones disputadas    | Goles |
| ---- | ------------------ | ----------------------- | ----- |
| 1.   | Jefferson Duque    | 2012, 2014, 2016 y 2023 | 4     |
| 2.   | Luis Carlos Ruiz   | 2012, 2015, 2016 y 2019 | 3     |
| 3.   | Jonathan Copete    | 2013 y 2015             | 3     |
| 4.   | John Pajoy         | 2012                    | 2     |
| 5.   | Luis Carlos Arias  | 2013                    | 2     |
| 6.   | Robin Ramírez      | 2014                    | 2     |
| 7.   | Roberto Ovelar     | 2018                    | 2     |
| 8.   | Marco Pérez        | 2019                    | 2     |
| 9.   | Jhon Velásquez     | 2021                    | 2     |
| 10.  | Carlos Sierra      | 2021                    | 2     |
| 11.  | Tomás Ángel        | 2023                    | 2     |
| 12.  | Dorlan Pabón       | 2023                    | 2     |
| 13.  | Juan Pablo Zuluaga | 2023                    | 2     |

### Jugadores con mayor cantidad de encuentros disputados
- Actualizado hasta la edición 2025.

| Pos. | Nombre            | Ediciones disputadas    | Partidos |
| ---- | ----------------- | ----------------------- | -------- |
| 1.   | Luis Carlos Ruiz  | 2012, 2015, 2016 y 2019 | 8        |
| 2.   | Alexander Mejía   | 2012, 2014, 2016 y 2021 | 7        |
| 3.   | Jefferson Duque   | 2012, 2014, 2016 y 2023 | 7        |
| 4.   | Farid Díaz        | 2012, 2014, 2015 y 2016 | 7        |
| 5.   | Sebastián Pérez   | 2014, 2015 y 2016       | 6        |
| 6.   | Juan Daniel Roa   | 2013, 2015 y 2017       | 6        |
| 7.   | Daniel Bocanegra  | 2014, 2015 y 2016       | 6        |
| 8.   | Sebastián Viera   | 2012, 2019 y 2020       | 6        |
| 9.   | Teófilo Gutiérrez | 2019, 2020 y 2022       | 6        |
| 10.  | Didier Moreno     | 2017, 2020 y 2024       | 6        |
| 11.  | Gabriel Fuentes   | 2019, 2020 y 2024       | 6        |
| 12.  | Danovis Banguero  | 2019, 2023 y 2024       | 6        |